# パンク

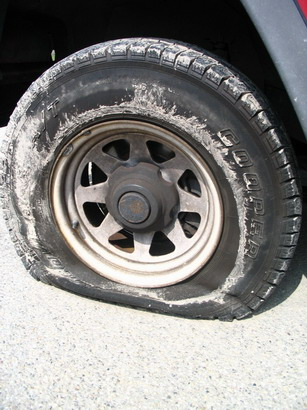
パンクしたタイヤ

パンク（puncture）/ フラットタイヤ（flat tire） とは、何らかの原因でタイヤの空気が漏れ、そのままの状態では走行できず、すぐに修理する必要がある状態を言う。

## パンクの状態
スロー・パンクチャー
タイヤに空いたごく小さい穴や亀裂、リムとタイヤビードとの間からのエア漏れ、あるいはエアバルブからの漏れ等により徐々に空気が抜けていく状態。この状態に気付かずに高速走行を続けるとバーストを引き起こすことがある。空気充填式タイヤは、タイヤ自体に異状はなくても空気は徐々に抜けていくものなので、定期的な点検とエア補充が必要である。
カット・コード
タイヤを構成するブレーカーコードやカーカスコードが、何らかの影響により切れてしまった状態。このような状態の場合にはタイヤに穴が空いてしまっていることが多く、その様な場合には空気は急激に抜けてしまうことが多い。
バースト
タイヤ構造が一気に破壊してしまう状態を言い、タイヤに大きな穴が空いたり、タイヤ自体が飛散してしまうような状態。

## 修理方法

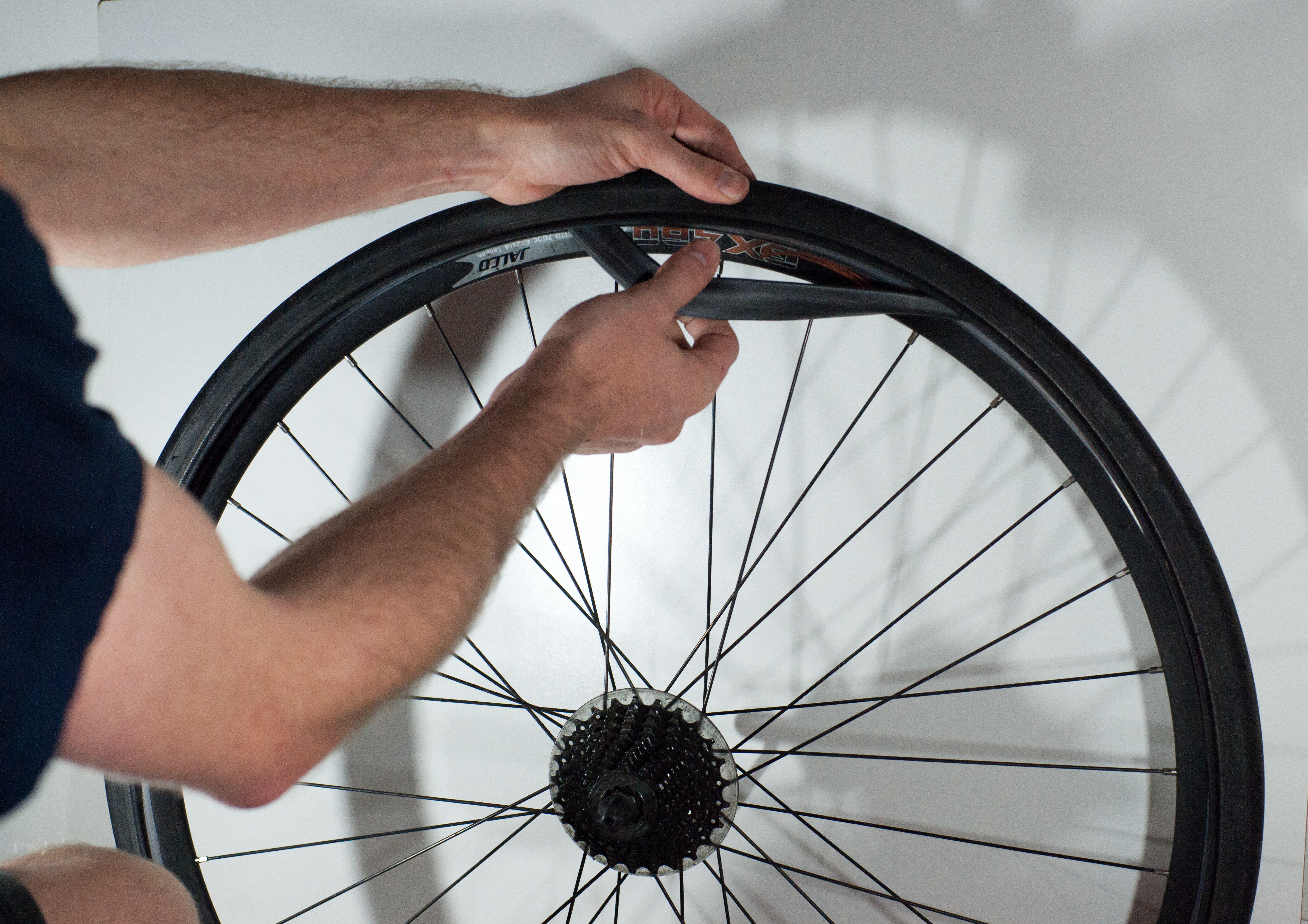
自転車のパンク修理

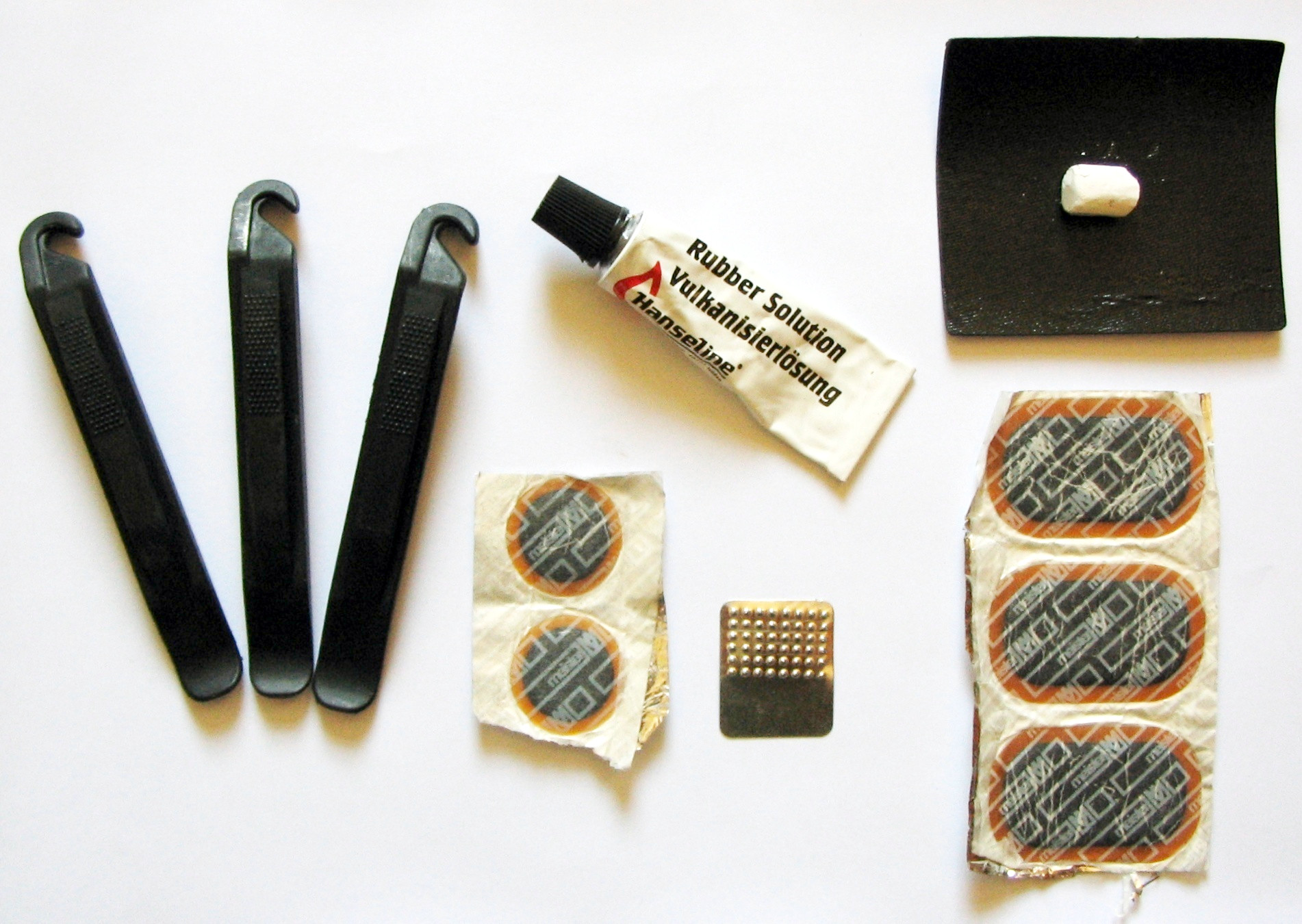
修理キット

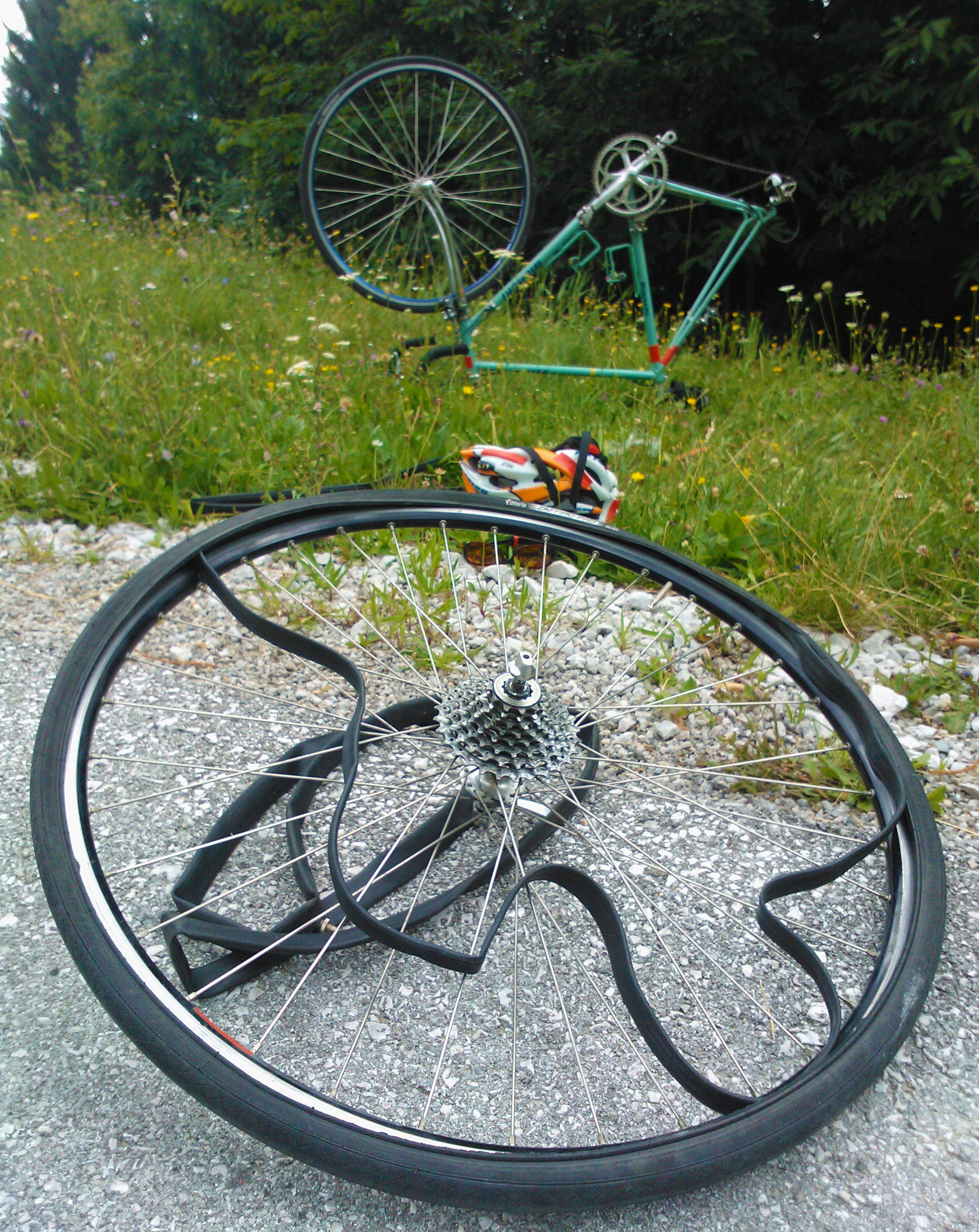
自転車競技中のチューブ交換

自動車の場合は、交換用のタイヤホイールと交換した上で自動車販売店や自動車整備工場店へ持ち込み、修理を依頼する。自転車や小型の単車の場合、修理キットが販売されており、自力で修理することも十分可能である。自転車のパンクについては自転車用タイヤを参照。
- チューブレスタイヤの場合、プラグと呼ばれる専用のゴム片を千枚通しのような器具で開いた穴にねじ込む簡易修理法が普及している。ただしプラグによる修理は釘などによるごく小さな破損に限られる。接地面の穴には有効だがサイドウォールの穴は修理不可能でタイヤそのものの交換が必要になる。
- チューブ入りタイヤの場合、ホイールからタイヤを外しチューブを修理する必要がある。チューブの穴開き部分を特定し、シート状のパッチが密着しやすいように紙やすりで擦ってラバーセメントを塗布しパッチを貼り付ける。チューブレスタイヤの場合、タイヤの外側からも修理可能であるが、チューブ入りタイヤと同様の修理をすることが望ましい。
- 日本自動車連盟（JAF）のロードサービスはスペアタイヤとの交換はしてくれるが、タイヤ自体の修理はしてくれない。なお、2006年（平成18年）7月から、会員の希望によりパンク修理剤を使った簡易修理も行われるようになった。
- エアゾールタイプの瞬間パンク修理剤も市販されており、緊急用としては有効。ただし、軽微なものにしか対応できない。

## 付記
- パンクは上記のようにタイヤに傷が付くことで起きる現象であるが、何となく空気が吹き出す印象から風船が破裂（バースト）する現象との混同がある。そのため、一杯になりすぎて破裂する連想から、施設や機関が過剰使用によって機能不全に陥ることも「パンク」と称する例がある。
- 空気ばねの空気が抜けること、または抜くことも「パンク」という。パンクしたタイヤと同じ状態になることからこのように呼ばれるが、空気ばねの場合、かつての碓氷峠の横軽対策のように、意図的に空気を抜いて運転する事例もある。
- 一部の訪問販売職の間では全く契約が取れなかった事を業界用語でパンクと呼んでいる。